# Крепи ле Неф
Крепи ле Неф (фр. Crespy-le-Neuf) насеље је и општина у североисточној Француској у региону Шампањ-Арден, у департману Об која припада префектури Бар сир Об.
По подацима из 2011. године у општини је живело 144 становника, а густина насељености је износила 14,13 становника/km². Општина се простире на површини од 10,19 km². Налази се на средњој надморској висини од 122 метара.

## Демографија
| 1962. | 1968. | 1975. | 1982. | 1990. | 1999. | 2011. |
| ----- | ----- | ----- | ----- | ----- | ----- | ----- |
| 131   | 161   | 124   | 130   | 139   | 146   | 144   |

График промене броја становника у току последњих година